# SK Smíchov
SK Smíchov byl český fotbalový klub. Založen byl v roce 1900 a zanikl na začátku 21. století. Historie klubu byla spjata s pražskou čtvrtí Smíchov.

## Historie
Již na přelomu století sloužila Císařská louka za hřiště sportovním kroužkům a klubům. V roce 1900 tam vznikl studentský sportovní kroužek Čechie, jehož jméno bylo 10. března změněno na Sportovní kroužek studentů Smíchov. V roce 1903 dostal název Sportovní klub Smíchov a byly schváleny klubové stanovy.
Svá utkání hrál klub na malých pláccích na Santošce a pod Mrázovkou, nebo využíval tréninkové hřiště Slavie. V roce 1914 bylo smíchovským dovoleno upravit si část dnešní Letenské pláně a postavit si tam první klubové šatny. V roce 1920 získal klub plochu na Císařské louce, kde smíchovští vybudovali v té době jedno z nejlepších hřišť v Praze.
To mělo vliv na rozvoj klubu, který patřil mezi nejvýznamnější amatérské kluby počátků českého fotbalu. Byl účastník všech ročníků Poháru dobročinnosti (1906-1916), z toho první dva vyhrál.
V roce 1948(?) byl po sloučení se Sokolem Tatra změněn název na Sokol Tatra Smíchov, v roce 1953 na Spartak Smíchov Tatra a později (od roku 1967) na Tatra Smíchov. Ke svému historickému názvu se mohl vrátit až po roce 1989.
V roce 1957 zahájili fotbalisté činnost na nově vybudovaném hřišti u Železničního mostu.
V roce 1958 spatřil světlo první ročník Zimního turnaje Tatry Smíchov.
V roce 1988 se Tatra Smíchov stala provozovatelem nové sportovní haly na sídlišti Lužiny.

### Historické názvy
Zdroj: 
- 1900 – SKS Smíchov (Sportovní kroužek studentů Smíchov)
- 1903 – SK Smíchov (Sportovní klub Smíchov)
- 1948 – ZSJ Sokol Tatra Smíchov (Závodní sportovní jednota Sokol Tatra Smíchov)
- 1953 – ZSJ Spartak Smíchov Tatra (Závodní sportovní jednota Spartak Smíchov Tatra)
- 1967 – TJ Tatra Smíchov (Tělovýchovná jednota Tatra Smíchov)
- 1994 – SK Smíchov (Sportovní klub Smíchov)
- 2002 – zánik

### Úspěchy
- Vítěz Poháru dobročinnosti: 1906, 1907.
- 2. místo Zimního turnaje Tatry Smíchov: 1984 při účasti týmů Bohemians Praha, Sparta Praha, Slavia Praha, Sklo Union Teplice a Uhelné sklady Praha

## Umístění v jednotlivých sezonách
Zdroj: 
Legenda: Z - zápasy, V - výhry, R - remízy, P - porážky, VG - vstřelené góly, OG - obdržené góly, +/- - rozdíl skóre, B - body, červené podbarvení - sestup, zelené podbarvení - postup, fialové podbarvení - reorganizace, změna skupiny či soutěže
| Československo (1968 – 1993) |                      |        |     |     |     |     |     |     |     |     |        |
| Sezóny                       | Liga                 | Úroveň | Z   | V   | R   | P   | VG  | OG  | +/- | B   | Pozice |
| 1968/69                      | Pražský přebor       | 4      | ... | ... | ... | ... | ... | ... | ... | ... | 1.     |
| 1969/70                      | Divize C             | 4      | 26  | 10  | 6   | 10  | 33  | 38  | -5  | 26  | 9.     |
| 1970/71                      | Divize B             | 4      | 26  | 11  | 8   | 7   | 40  | 31  | +9  | 30  | 4.     |
| 1971/72                      | Divize C             | 4      | 26  | 18  | 3   | 5   | 49  | 19  | +30 | 39  | 1.     |
| 1972/73                      | 3. liga – sk. A      | 3      | 30  | 7   | 5   | 18  | 25  | 28  | -3  | 19  | 16.    |
| 1973/74                      | Divize B             | 4      | 26  | 6   | 6   | 14  | 20  | 50  | -30 | 18  | 14.    |
| ...                          |                      |        |     |     |     |     |     |     |     |     |        |
| 1978/79                      | Pražský přebor       | 4      | ... | ... | ... | ... | ... | ... | ... | ... | 1.     |
| 1979/80                      | Divize C             | 3      | 30  | 9   | 9   | 12  | 41  | 42  | -1  | 27  | 11.    |
| 1980/81                      | Divize C             | 3      | 30  | 19  | 5   | 6   | 53  | 25  | +28 | 43  | 3.     |
| 1981/82                      | 2. ČNFL – sk. B      | 3      | 30  | 9   | 7   | 14  | 37  | 46  | -9  | 25  | 13.    |
| 1982/83                      | 2. ČNFL – sk. B      | 3      | 30  | 11  | 8   | 11  | 36  | 40  | -4  | 30  | 7.     |
| 1983/84                      | 2. ČNFL – sk. A      | 3      | 30  | 8   | 8   | 14  | 32  | 47  | -15 | 24  | 14.    |
| 1984/85                      | 2. ČNFL – sk. A      | 3      | 30  | 13  | 5   | 12  | 41  | 43  | -2  | 31  | 7.     |
| 1985/86                      | 2. ČNFL – sk. B      | 3      | 30  | 8   | 2   | 20  | 33  | 65  | -32 | 18  | 15.    |
| 1986/87                      | Divize C             | 4      | 30  | 16  | 9   | 5   | 55  | 31  | +24 | 41  | 2.     |
| 1987/88                      | Divize C             | 4      | 30  | 15  | 3   | 12  | 45  | 38  | +7  | 33  | 3.     |
| 1988/89                      | Divize C             | 4      | 30  | 12  | 10  | 8   | 54  | 41  | +13 | 34  | 4.     |
| 1989/90                      | Divize A             | 4      | 30  | 11  | 6   | 13  | 40  | 40  | 0   | 28  | 11.    |
| 1990/91                      | Divize A             | 4      | 30  | 13  | 8   | 9   | 47  | 34  | +13 | 34  | 5.     |
| 1991/92                      | Divize B             | 4      | 30  | 11  | 5   | 14  | 46  | 49  | -3  | 27  | 12.    |
| 1992/93                      | Divize B             | 4      | 30  | 9   | 7   | 14  | 39  | 47  | -8  | 25  | 10.    |
| Česko (1993 – 2002)          |                      |        |     |     |     |     |     |     |     |     |        |
| Sezóny                       | Liga                 | Úroveň | Z   | V   | R   | P   | VG  | OG  | +/- | B   | Pozice |
| 1993/94                      | Divize B             | 4      | 30  | 7   | 8   | 15  | 37  | 72  | -35 | 22  | 14.    |
| 1994/95                      | Divize B             | 4      | 30  | 9   | 6   | 15  | 27  | 42  | -15 | 33  | 13.    |
| 1995/96                      | Divize B             | 4      | 30  | 10  | 7   | 13  | 38  | 43  | -5  | 37  | 12.    |
| 1996/97                      | Divize A             | 4      | 30  | 10  | 5   | 15  | 55  | 61  | -6  | 35  | 11.    |
| 1997/98                      | Divize A             | 4      | 30  | 22  | 4   | 4   | 61  | 25  | +36 | 70  | 1.     |
| 1998/99                      | Česká fotbalová liga | 3      | 34  | 6   | 11  | 17  | 60  | 75  | -15 | 29  | 18.    |
| 1999/00                      | Divize B             | 4      | 30  | 11  | 8   | 11  | 48  | 40  | +8  | 41  | 9.     |
| 2000/01                      | Divize B             | 4      | 30  | 14  | 11  | 5   | 59  | 35  | +24 | 53  | 3.     |
| 2001/02                      | Divize B             | 4      | 30  | 9   | 7   | 14  | 39  | 40  | -1  | 34  | 14.    |